# نیکولای بوبارنکو
نیکولای بوبارنکو (انگلیسی: Nikolay Bobarenko; ۲۷ نوامبر ۱۹۳۰ – ۱۶ آوریل ۱۹۹۶) دوچرخه‌سوار اهل اتحاد جماهیر سوسیالیستی شوروی بود.